# 2020–2021-es francia labdarúgó-bajnokság (első osztály)
A 2020–2021-es Ligue 1 a francia labdarúgó-bajnokság 83. alkalommal megrendezésre került, legmagasabb szintű versenye. A címvédő a Paris Saint-Germain csapata. A szezon 2020. augusztus 21-én kezdődött és 2021. május 23-án fejeződött be. Tíz év után ünnepelhetett újra bajnoki címet a Lille csapata, amely egy ponttal előzte meg a Paris Saint-Germaint.

## Csapatok

### Csapatváltozások
A másodosztály első két helyezettje (a Lorient és a Lens ) feljutott. Az előző idény utolsó két helyezettje (az Amiens és a Toulouse) automatikusan kiesett a második vonalba.
| Feljutott az első osztályba | Kiesett a másodosztályba |
| --------------------------- | ------------------------ |
| Lorient Lens                | Amiens Toulouse          |

### Résztvevők és stadionjaik
| Klub          | Város             | Stadion                 | Befogadóképesség | 2019–2020-as szezon |
| ------------- | ----------------- | ----------------------- | ---------------- | ------------------- |
| Angers        | Angers            | Stade Raymond Kopa      | 18,752           | 11.                 |
| Bordeaux      | Bordeaux          | Matmut Atlantique       | 42,115           | 12.                 |
| Brest         | Brest             | Stade Francis-Le Blé    | 15,931           | 14.                 |
| Dijon         | Dijon             | Stade Gaston Gérard     | 15,995           | 16.                 |
| Lens          | Lens              | Stade Bollaert-Delelis  | 37,705           | Ligue 2, 2.         |
| Lille         | Villeneuve-d’Ascq | Stade Pierre-Mauroy     | 50,186           | 4.                  |
| Lorient       | Lorient           | Stade du Moustoir       | 18,890           | Ligue 2, 1.         |
| Lyon          | Décines-Charpieu  | Groupama Stadium        | 59,186           | 7.                  |
| Marseille     | Marseille         | Orange Vélodrome        | 67,394           | 2.                  |
| Metz          | Metz              | Stade Saint-Symphorien  | 25,636           | 15.                 |
| Monaco        | Monaco            | II. Lajos Stadion       | 18,523           | 9.                  |
| Montpellier   | Montpellier       | Stade de la Mosson      | 32,900           | 8.                  |
| Nantes        | Nantes            | Stade de la Beaujoire   | 35,322           | 13.                 |
| Nice          | Nizza             | Allianz Riviera         | 35,624           | 6.                  |
| Nîmes         | Nîmes             | Stade des Costières     | 18,482           | 18.                 |
| PSG           | Párizs            | Parc des Princes        | 48,583           | 1.                  |
| Reims         | Reims             | Stade Auguste Delaune   | 21,684           | 5.                  |
| Rennes        | Rennes            | Roazhon Park            | 29,778           | 3.                  |
| Saint-Étienne | Saint-Étienne     | Stade Geoffroy-Guichard | 41,965           | 17.                 |
| Strasbourg    | Strasbourg        | Stade de la Meinau      | 29,230           | 10.                 |

### Vezetőedző-váltások
| Csapat              | Távozott vezetőedző | A távozás módja               | A távozás ideje     | Helyezés a tabellán | Érkezett vezetőedző        | A kinevezés ideje   |
| ------------------- | ------------------- | ----------------------------- | ------------------- | ------------------- | -------------------------- | ------------------- |
| Nîmes               | Bernard Blaquart    | Kölcsönös egyetértéssel       | 2020. július 23.    | A szezon előtt      | Jérôme Arpinon             | 2020. július 23.    |
| Monaco              | Robert Moreno       | Menesztették                  | 2020. július 19.    | A szezon előtt      | Niko Kovač                 | 2020. július 19.    |
| Bordeaux            | Paulo Sousa         | Lemondott                     | 2020. augusztus 10. | A szezon előtt      | Jean-Louis Gasset          | 2020. augusztus 10. |
| Metz                | Vincent Hognon      | Kölcsönös egyetértéssel       | 2020. október 12.   | 15.                 | Frédéric Antonetti         | 2020. október 12.   |
| Dijon               | Stéphane Jobard     | Menesztették                  | 2020. november 5.   | 20.                 | David Linarès              | 2020. november 5.   |
| Nice                | Patrick Vieira      | Menesztették                  | 2020. december 4.   | 11.                 | Adrian Ursea               | 2020. december 4.   |
| Nantes              | Christian Gourcuff  | Menesztették                  | 2020. december 8.   | 14.                 | Patrick Collot (megbízott) | 2020. december 8.   |
| Nantes              | Patrick Collot      | Lejárt a megbízatása          | 2020. december 26.  | 14.                 | Raymond Domenech           | 2020. december 26.  |
| Paris Saint-Germain | Thomas Tuchel       | Menesztették                  | 2020. december 24.  | 3.                  | Mauricio Pochettino        | 2021. január 2.     |
| Marseille           | André Villas-Boas   | Lemondott és felfüggesztették | 2021. február 2.    | 9.                  | Jorge Sampaoli             | 2021. február 26.   |
| Nîmes               | Jérôme Arpinon      | Menesztették                  | 2021. február 5.    | 20.                 | Pascal Plancque            | 2021. február 5.    |
| Nantes              | Raymond Domenech    | Menesztették                  | 2021. február 10.   | 18.                 | Antoine Kombouaré          | 2021. február 11.   |
| Rennes              | Julien Stéphan      | Lemondott                     | 2021. március 1.    | 9.                  | Bruno Génésio              | 2021. március 4.    |

## Rájátszás
Az időpontok a közép-európai nyári idő szerint vannak feltüntetve.
| 2021. május 27. 20:45 |

| Toulouse    | 1–2               | Nantes                  |
| ----------- | ----------------- | ----------------------- |
| Machado 19' | (1–2) Jegyzőkönyv | Blas 10' Kolo Muani 22' |

| Stadium de Toulouse, Toulouse Nézőszám: 0 Játékvezető: Jérémie Pignard |

| 2021. május 30. 18:00 |

| Nantes | 0–1               | Toulouse |
| ------ | ----------------- | -------- |
|        | (0–0) Jegyzőkönyv | Bayo 62' |

| Stade de la Beaujoire, Nantes Nézőszám: 0 Játékvezető: Benoît Bastien |

A végeredmény összesítésben 2–2 lett, így egyik csapat sem váltott osztályt.

## Statisztika
| Helyezés | Játékos           | Klub        | Gólok |
| -------- | ----------------- | ----------- | ----- |
| 1        | Kylian Mbappé     | PSG         | 27    |
| 2        | Memphis Depay     | Lyon        | 20    |
| 2        | Wissam Ben Yedder | Monaco      | 20    |
| 4        | Kevin Volland     | Monaco      | 16    |
| 4        | Ludovic Ajorque   | Strasbourg  | 16    |
| 4        | Gaetan Laborde    | Montpellier | 16    |
| 4        | Burak Yılmaz      | Lille       | 16    |
| 8        | Andy Delort       | Montpellier | 15    |
| 9        | Boulaye Dia       | Reims       | 14    |
| 9        | Terem Moffi       | Lorient     | 14    |
| 9        | Karl Toko Ekambi  | Lyon        | 14    |

| Helyezés | Játékos            | Klub        | Gólpasszok |
| -------- | ------------------ | ----------- | ---------- |
| 1        | Memphis Depay      | Lyon        | 12         |
| 2        | Dimitri Payet      | Marseille   | 10         |
| 2        | Zinedine Ferhat    | Nîmes       | 10         |
| 4        | Jonathan Bamba     | Lille       | 9          |
| 4        | Andy Delort        | Montpellier | 9          |
| 4        | Alekszandr Golovin | Monaco      | 9          |
| 4        | Ángel Di María     | PSG         | 9          |
| 8        | Farid Boulaya      | Metz        | 8          |
| 8        | Florian Thauvin    | Marseille   | 8          |
| 8        | Gaetan Laborde     | Montpellier | 8          |

### Mesterhármasok
| Játékos            | Klub          | Ellenfél    | Végeredmény                                                          | Dátum               |
| ------------------ | ------------- | ----------- | -------------------------------------------------------------------- | ------------------- |
| Memphis Depay      | Lyon          | Dijon       | 4–1 (H)                                                              | 2020. augusztus 28. |
| Ibrahima Niane     | Metz          | Lorient     | 3–1 (H) Archiválva 2021. október 21-i dátummal a Wayback Machine-ben | 2020. október 4.    |
| Boulaye Dia        | Reims         | Montpellier | 4–0 (V)                                                              | 2020. október 25.   |
| Alekszandr Golovin | Monaco        | Nimes       | 4–3 (V)                                                              | 2021. február 7.    |
| Vahbí Hazrí        | Saint-Étienne | Bordeaux    | 4–1 (H) Archiválva 2021. április 23-i dátummal a Wayback Machine-ben | 2021. április 11.   |
| Terem Moffi        | Lorient       | Bordeaux    | 4–1 (H) Archiválva 2021. április 25-i dátummal a Wayback Machine-ben | 2021. április 25.   |
| Arkadiusz Milik    | Marseille     | Angers      | 3–2 (H) Archiválva 2021. május 16-i dátummal a Wayback Machine-ben   | 2021. május 16.     |

### A hónap legjobb játékosai
| Hónap      | Hónap Játékosa | Hónap Játékosa      | Források |
| Hónap      | Játékos        | Csapat              | Források |
| ---------- | -------------- | ------------------- | -------- |
| Szeptember | Ibrahima Niane | Metz                | [ 24 ]   |
| Október    | Jonathan Bamba | Lille               | [ 24 ]   |
| November   | Andy Delort    | Montpellier         | [ 24 ]   |
| December   | Yusuf Yazıcı   | Lille               | [ 24 ]   |
| Január     | Farid Boulaya  | Metz                | [ 24 ]   |
| Február    | Kylian Mbappé  | Paris Saint-Germain | [ 24 ]   |
| Március    | Keylor Navas   | Paris Saint-Germain | [ 24 ]   |
| Április    | Burak Yılmaz   | Lille               | [ 24 ]   |

### Egyéni díjazottak
| Díj                 | Győztes             | Klub                |
| ------------------- | ------------------- | ------------------- |
| A szezon játékosa   | Kylian Mbappé       | Paris Saint-Germain |
| A szezon újonca     | Aurélien Tchouaméni | Monaco              |
| A szezon kapusa     | Keylor Navas        | Paris Saint-Germain |
| A szezon gólja      | Burak Yılmaz        | Lille               |
| A szezon menedzsere | Christophe Galtier  | Lille               |

| A szezon csapata | A szezon csapata             | A szezon csapata     | A szezon csapata       | A szezon csapata       | A szezon csapata         |
| ---------------- | ---------------------------- | -------------------- | ---------------------- | ---------------------- | ------------------------ |
| Kapus            | Keylor Navas (PSG)           | Keylor Navas (PSG)   | Keylor Navas (PSG)     | Keylor Navas (PSG)     | Keylor Navas (PSG)       |
| Hátvédek         | Jonathan Clauss (Lens)       | Marquinhos (PSG)     | Presnel Kimpembe (PSG) | Presnel Kimpembe (PSG) | Reinildo Mandava (Lille) |
| Középpályások    | Aurélien Tchouaméni (Monaco) | Lucas Paquetá (Lyon) | Benjamin André (Lille) | Benjamin André (Lille) | Benjamin André (Lille)   |
| Csatárok         | Neymar (PSG)                 | Memphis Depay (Lyon) | Memphis Depay (Lyon)   | Kylian Mbappé (PSG)    | Kylian Mbappé (PSG)      |

## Csapatok régiónkénti bontásban
| Csapatok száma | Régió vagy ország          | Csapat(ok)                      |
| -------------- | -------------------------- | ------------------------------- |
| 3              | Bretagne                   | Brest, Lorient és Stade Rennais |
| 3              | Grand Est                  | Metz, Reims és Strasbourg       |
| 2              | Auvergne-Rhône-Alpes       | Lyon és Saint-Étienne           |
| 2              | Hauts-de-France            | Lens és Lille                   |
| 2              | Occitanie                  | Montpellier és Nîmes            |
| 2              | Loire mente                | Angers és Nantes                |
| 2              | Provence-Alpes-Côte d’Azur | Marseille és Nice               |
| 1              | Bourgogne-Franche-Comté    | Dijon                           |
| 1              | Île-de-France              | Paris Saint-Germain             |
| 1              | Monaco                     | Monaco                          |
| 1              | Új-Aquitania               | Bordeaux                        |